# Селезнёв, Михаил Григорьевич
Михаи́л Григо́рьевич Селезнёв (1915—1944) — сержант Рабоче-крестьянской Красной Армии, участник Великой Отечественной войны, Герой Советского Союза (1945).

## Биография

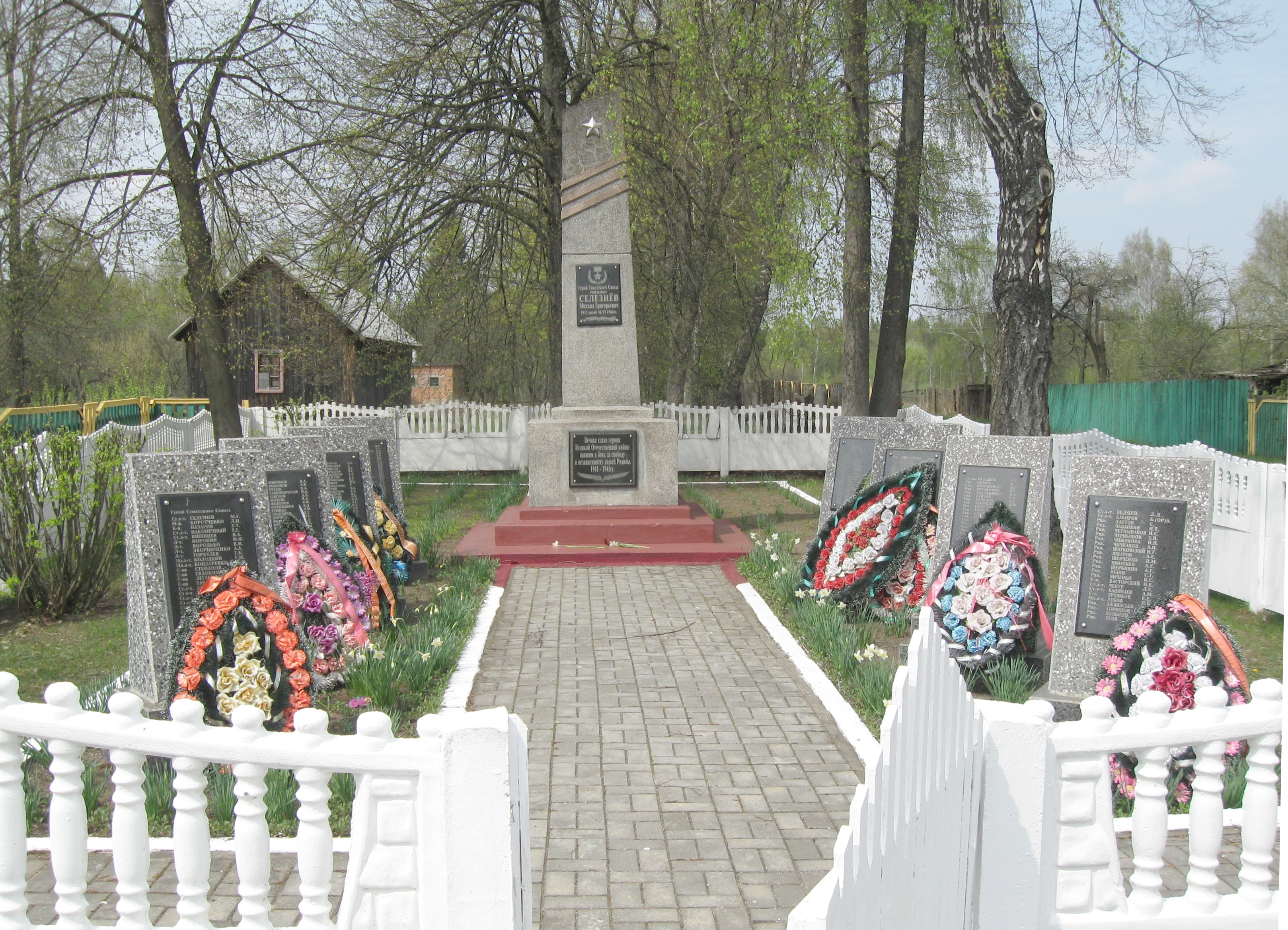
Братская могила в Сычково, где похоронен Селезнёв.

Михаил Селезнёв родился 11 октября 1915 года в деревне Малая Кивара (ныне — Воткинский район Удмуртии). С детского возраста проживал и работал в Новосибирске, занимался в вечерней школе. Служил в Рабоче-крестьянской Красной Армии в 1937—1939 годах. В апреле 1941 года был призван на военные сборы и направлен в Белорусскую ССР. С начала Великой Отечественной войны — в действующей армии. В боях был четыре раза ранен.
К июню 1944 года сержант Михаил Селезнёв командовал отделением 1348-го стрелкового полка 399-й стрелковой дивизии 48-й армии 1-го Белорусского фронта. Отличился во время освобождения Могилёвской области Белорусской ССР. 30 июня 1944 года отделение Селезнёва принимало активное участие в боях за освобождение деревни Сычково Бобруйского района. В критический момент боя Селезнёв закрыл собой амбразуру немецкого дзота, ценой своей жизни обеспечив успех всего подразделения. Похоронен в братской могиле в Сычково.
Указом Президиума Верховного Совета СССР от 24 марта 1945 года за «образцовое выполнение боевых заданий командования на фронте борьбы с немецкими захватчиками и проявленные при этом мужество и героизм» сержант Михаил Селезнёв посмертно был удостоен высокого звания Героя Советского Союза. Также был награждён орденами Ленина и Красной Звезды, медалью.
В честь Селезнёва названы улица, школа и парк, установлен памятник в Сычково, названа улица в Новосибирске.